# Hattusa
Hattusa (còn được gọi là Ḫattuša hoặc Hattusas /ˌhɑːttʊˈsɑːs/; Hittite: URUḪa-at-tu-ša) là thành phố thủ đô của đế quốc Hittite đã từng tồn tại và phát triển vào cuối thời đại đồ đồng. Tàn tích ngày nay của nó nằm gần Boğazkale, Thổ Nhĩ Kỳ, trong đoạn vòng lớn của sông Kızılırmak (Hittite: Marashantiya , Hy Lạp: Halys ).. Những minh chứng về một thành phố đã tồn tại và biến mất chỉ còn là những đền thờ, những khu nghĩa trang tôn giáo và những trụ gạch phù điêu. Hattusa ảnh hưởng đến một khu vực rộng lớn kéo dài từ Anatolia đến tận miền Bắc Syria trong khoảng 200 năm. Hattusha được thêm vào danh sách Di sản thế giới từ năm 1986.

## Khu vực xung quanh
Cảnh quan xung quanh thành phố bao gồm các cánh đồng nông nghiệp phong phú và những vùng đất đồi để chăn thả đồng cỏ cũng như rừng. Những cánh rừng nhỏ hơn vẫn còn được tìm thấy bên ngoài thành phố, nhưng trong thời cổ đại, chúng càng phổ biến rộng rãi. Điều này có nghĩa là người dân có nguồn cung cấp gỗ tuyệt vời khi xây nhà và các công trình khác. Các cánh đồng cung cấp cho người dân một cây lúa mì, lúa mạch và đậu lăng. Lanh cũng được thu hoạch, nhưng nguồn chính của họ cho quần áo là cừu len. Họ cũng săn hươu trong rừng, nhưng điều này có lẽ chỉ là một sự sang trọng dành cho tầng lớp quý tộc. Động vật nuôi cung cấp thịt. Có nhiều khu định cư khác trong vùng lân cận, chẳng hạn như ngôi đền đá ở Yazılıkaya và thị trấn Alacahöyük. Vì các con sông trong khu vực không phù hợp với các tàu lớn, tất cả các phương tiện vận chuyển đến và đi từ Hattusa phải đi bằng đường bộ.

## Lịch sử sớm
Trước năm 2000 trước Công nguyên, những người Hattian bản xứ dường như đã thành lập một khu định cư trên những địa điểm đã bị chiếm đóng trước đó và gọi nó là Hattush. Những người Hattians xây dựng khu định cư ban đầu của họ trên sườn núi cao của Büyükkale.  Các dấu vết đầu tiên của sự định cư trên địa điểm này là từ thiên niên kỷ thứ 6 trước Công nguyên. Trong thế kỷ 19 và 18 TCN, các thương gia từ Assur ở Assyria đã thành lập một trụ sở thương mại ở đó, thành lập riêng trong một khu riêng của thành phố. Trung tâm thương mại của họ nằm ở Kanesh (Neša) (Kültepe hiện đại). Các giao dịch kinh doanh đòi hỏi phải lưu giữ hồ sơ: mạng thương mại từ Assur giới thiệu bằng văn bản cho Hattusa, dưới dạng hình nêm.
Một lớp carbon hóa rõ ràng trong các cuộc khai quật chứng minh sự cháy và hủy hoại của thành phố Hattusa khoảng năm 1700 TCN. Người có trách nhiệm dường như đã là vua Anitta từ Kussara, người đã nhận được tín dụng cho hành động này và dựng lên một lời nguyền đã được khắc ghi cho một biện pháp tốt:

## Thành phố Hoàng đế Hittite
Chỉ một thế hệ sau, một vị vua của Hittite đã chọn nơi này làm nơi ở và vốn của ông. Các ngôn ngữ Hittite đã đạt được loa tại các chi phí của Hattic một thời gian. Hattus Hattush bây giờ trở thành Hittite Hattusa , và vua lấy tên của Hattusili, "một từ Hattusa". Hattusili đánh dấu sự khởi đầu của một quốc gia "Hittite" không phải là Hattic và một dòng hoàng tộc của Hittite Great Kings, 27 người bây giờ được biết đến theo tên.
Sau khi Kaskas đến phía bắc của vương quốc, họ đã hai lần tấn công thành phố đến vị trí các vị vua phải di chuyển vị trí hoàng gia tới một thành phố khác. Dưới Tudhaliya I, người Hittites chuyển về phía bắc Sapinuwa, trở về sau. Dưới Muwatalli II, họ di chuyển về phía nam tới Tarhuntassa nhưng giao cho Hattusili III làm thống đốc Hattusa. Mursili III trả lại ghế cho Hattusa, nơi các vị vua vẫn còn cho đến khi kết thúc vương quốc Hittite vào thế kỷ 12 TCN.
Ở đỉnh cao của nó, thành phố bao phủ 1,8 km² và bao gồm một phần bên trong và bên ngoài, bao quanh bởi một bức tường lớn và vẫn nhìn thấy được được dựng lên trong thời trị vì của Suppiluliuma I (khoảng 1344-1322 TCN (niên đại ngắn)). Thành phố nội tâm bao phủ một diện tích khoảng 0,8 km² và được chiếm bởi một thành trì với tòa nhà hành chính lớn và đền thờ. Nơi cư trú của hoàng gia, hay acropolis, được xây dựng trên một ngọn núi cao gọi là Büyükkale (Great Fortress). 
Phía nam là một thành phố bên ngoài khoảng 1 km 2 , với các cửa ngõ trang trí tinh vi được trang trí bằng những đường cong nổi lên cho thấy các chiến binh, sư tử và nhân sư. Bốn ngôi đền được đặt ở đây, mỗi căn cứ quanh sân gôn, cùng với các tòa nhà thế tục và các công trình nhà ở. Bên ngoài các bức tường là nghĩa trang, hầu hết đều có chôn cất hỏa táng. Các ước tính hiện đại đưa dân số thành phố lên đến đỉnh điểm từ 40.000 đến 50.000; Trong giai đoạn đầu, thành phố nội thành chiếm một phần ba số đó. Các ngôi nhà được xây bằng gỗ và gạch bùn đã biến mất khỏi hiện trường, chỉ để lại những bức tường được xây dựng bằng đá của đền thờ và cung điện.
Thành phố đã bị phá hủy, cùng với chính quyền bang Hittite, vào khoảng 1200 TCN, như là một phần của sự sụp đổ của Thời kỳ Đồ đồng. Các cuộc khai quật cho thấy rằng Hattusa dần dần bị bỏ rơi trong một vài thập niên khi đế quốc Hittite tan rã.  Địa điểm này sau đó bị bỏ hoang cho đến năm 800 TCN, khi một khu định cư Phrygian khiêm tốn xuất hiện trong khu vực.

## Khám phá

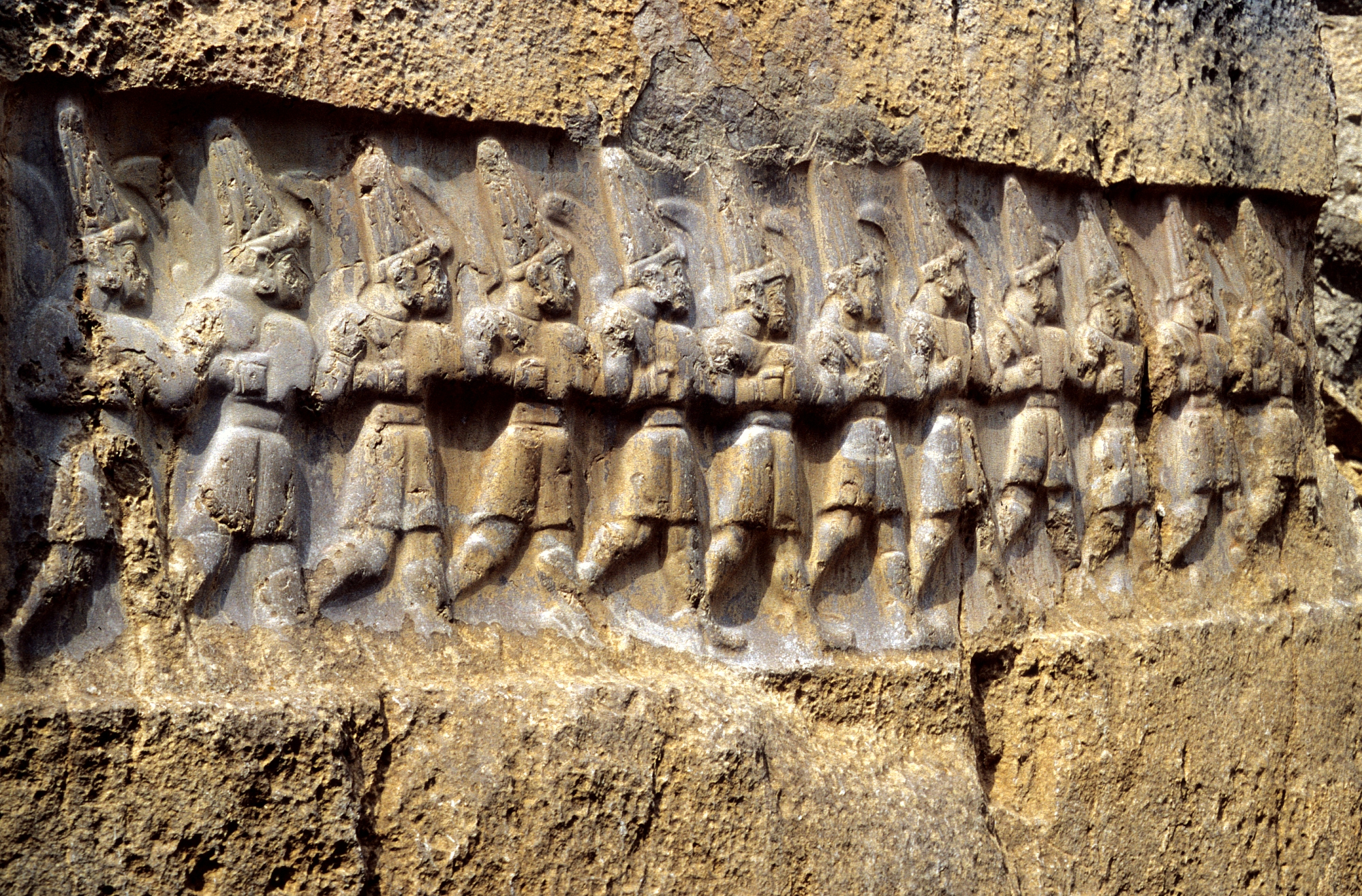
12 vị thần địa ngục của Hittite, gần Yazılıkaya, thánh địa của Hattusa

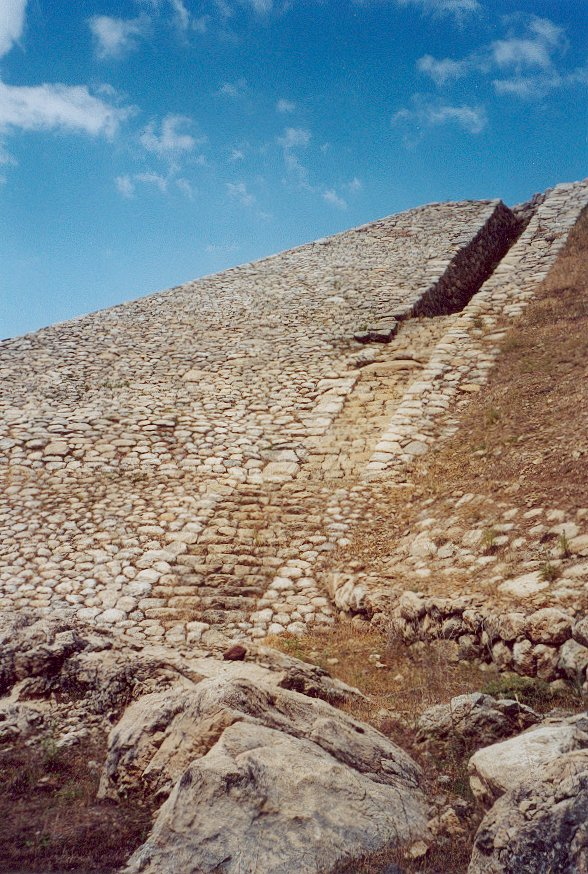
Các thành lũy Yerkapi ở phía nam

Ernest Chantre mở một số đường mòn thử nghiệm ở làng sau đó gọi là Boğazköy, vào năm 1893-94.  Kể từ năm 1906, Hiệp hội Đông phương Đức đã khai quật tại Hattusa (với các kỳ nghỉ trong hai cuộc Thế chiến và Cuộc Trầm cảm, 1913-31 và 1940-51). Công trình khảo cổ học vẫn được thực hiện bởi Viện khảo cổ Đức(Deutsches Archäologisches Institut). Hugo Winckler và Theodore Makridi Bey đã tiến hành các cuộc khai quật đầu tiên vào năm 1906, 1907 và 1911-13, được tiếp tục vào năm 1931 dưới thời Kurt Bittel, theo sau là Peter Neve (giám đốc địa điểm 1963, tổng giám đốc 1978-94). 

### Kho lưu trữ hoàng gia
Một trong những khám phá quan trọng nhất tại địa điểm này là kho lưu trữ viên đất sét của hoàng gia, bao gồm các thư tín và hợp đồng chính thức, cũng như các quy phạm pháp luật, các thủ tục cho lễ bái, các lời tiên tri và văn học của vùng Cận đông cổ đại. Một viên quan trọng đặc biệt, hiện đang trưng bày tại Bảo tàng Khảo cổ học Istanbul, đã mô tả chi tiết các điều khoản của một thỏa thuận hòa bình đã đạt được sau khi trận Kadesh giữa Hittites và Ai Cập dưới thời Ramesses II năm 1259 hoặc 1258 trước Công nguyên. Một bản sao được trưng bày tại Liên hợp quốc ở thành phố New York như là một ví dụ về các hiệp ước hòa bình quốc tế được biết đến sớm nhất.
Mặc dù 30.000 viên đất sét thu hồi từ Hattusa hình thành tập chính của văn học Hittite, lưu trữ đã xuất hiện tại các trung tâm khác ở Anatolia, chẳng hạn như Tabigga (Maşat Höyük) và Sapinuwa (Ortaköy). Hiện nay chúng được phân chia giữa các bảo tàng khảo cổ học của Ankara và Istanbul.

## Nhân sư
Một con sư tử tìm thấy ở cửa phía Nam Hattusa được đưa ra phục vụ cho Đức vào năm 1917. Nhân sư được bảo quản tốt hơn đã được đưa về Istanbul năm 1924 và được trưng bày tại Bảo tàng Khảo cổ học Istanbul, còn một người khác ở lại Đức và đã Được trưng bày tại Bảo tàng Pergamon từ năm 1934.  Trước đây, Thổ Nhĩ Kỳ đã thực hiện rất nhiều yêu cầu cho sự trở lại của nó.Trong năm 2011, mối đe dọa của Bộ Văn hoá Thổ Nhĩ Kỳ để áp đặt các hạn chế đối với các nhà khảo cổ Đức làm việc ở Thổ Nhĩ Kỳ cuối cùng đã thuyết phục Đức trả lại nhân sư. Nhân sư Sphinx ở Istanbul cũng đã được đưa về nơi xuất xứ và cả hai đã đoàn tụ tại Bảo tàng Boğazköy bên ngoài tàn tích Hattusa. 